# Deakin University Elite Women's Road Race 2024
La 8e édition de la Cadel Evans Great Ocean Road Race Women a lieu le 27 janvier 2024. C'est la deuxième épreuve de l'UCI World Tour féminin 2024. Elle est remportée par la Néerlandaise Rosita Reijnhout. 
Cette édition porte le nom de Deakin University Elite Women's Road Race en réference à l'Université Deakin.

## Parcours
Le parcours est identique à celui de l'année précédente. Un circuit local est parcouru deux fois, cela porte la distance à 140,8 km.

## Équipes
| UCI Women's WorldTeams (9)- AG Insurance-Soudal Team - Canyon-SRAM Racing - FDJ-Suez - Human Powered Health - Lidl-Trek - Liv AlUla Jayco - Team DSM-Firmenich PostNL - Team Visma \| Lease a Bike - UAE Team ADQ Équipes féminines continentales (6)- Ara-Skip Capital - Team BridgeLane - Lifeplus Wahoo - St Michel-Mavic-Auber93 - Tashkent City Women Professional Cycling Team - Team Coop-Repsol Équipe nationale- Australie |
| |

## Favorites
Amanda Spratt est une des favorites de par sa régularité sur les épreuves de début de saison et ses qualités de grimpeuses. La formation FDJ-Suez avec Cecilie Uttrup Ludwig et Grace Brown forment un duo complémentaire qui peut s'imposer. Sarah Gigante a montré sur le Tour Down Under qu'elle est en grande forme dès la route s'élève. Ruby Roseman-Gannon, récemment devenue championne d'Australie, a ses chances en cas d'arrivée au sprint, tout comme Sofia Bertizzolo.

## Récit de course
Dès le début de la course, un premier groupe d'échappée se forme, composé de Gina Ricardo, Stephanie Hibburt et Lucie Fityus, mais il ne parvient pas à prendre beaucoup d'avance et est repris par le peloton alors qu'il reste 80 kilomètres à parcourir. Stine Dale et Alli Anderson tentent leur chance à leur tour, à une quarantaine de kilomètres, avant que le peloton ne les reprennent au pied de Challambra Crescent. L'ascension est faite à un rythme élevé, ce qui amène le peloton à se réduire à une quinzaine de coureuses. 
Dans la deuxième et dernière ascension de Challambra Crescent, Ally Wollaston et Sarah Gigante attaquent dès le pied mais ne parviennent pas à creuser un écart suffisant sur les favorites. A moins de 10 kilomètres de l'arrivée, dans les pourcentages les plus difficiles de la montée, Cecilie Uttrup Ludwig parvient à s'échapper à son tour. Elle est suivie par Ella Wyllie et Marion Bunel mais c'est finalement Dominika Włodarczyk et Rosita Reijnhout qui la rejoignent dans la descente. Cette dernière profite de la mésentente dans le groupe pour partir seule et réussit à conserver quelques mètres d'avance à l'arrivée, pour ainsi remporter sa 1re victoire chez les professionnelles.

## Classements

### Classement final
| \| Classement général \| Classement général \| Classement général \| Classement général \| Classement général \| \| Coureuse \| Coureuse \| Pays \| Équipe \| Temps \| \| ------------------ \| ---------------------------- \| ------------------ \| -------------------------- \| ------------------ \| \| 1re \| Rosita Reijnhout \| Pays-Bas \| Team Visma \\| Lease a Bike \| 3 h 53 min 31 s \| \| 2e \| Dominika Włodarczyk \| Pologne \| UAE Team ADQ \| + 0 s \| \| 3e \| Cecilie Uttrup Ludwig \| Danemark \| FDJ-Suez \| + 0 s \| \| 4e \| Ruth Edwards \| États-Unis \| Human Powered Health \| + 5 s \| \| 5e \| Grace Brown \| Australie \| FDJ-Suez \| + 5 s \| \| 6e \| Francesca Barale \| Italie \| Team dsm-firmenich PostNL \| + 5 s \| \| 7e \| Victorie Guilman \| France \| St Michel-Mavic-Auber 93 \| + 5 s \| \| 8e \| Sarah Roy \| Australie \| Australie \| + 5 s \| \| 9e \| Kimberley Le Court de Billot \| Maurice \| AG Insurance-Soudal Team \| + 5 s \| \| 10e \| Alice Towers \| Royaume-Uni \| Canyon-SRAM Racing \| + 5 s \| |                              |             |                            |                 |
| |                              |             |                            |                 |
| Source : ProCyclingStats |                              |             |                            |                 |
| Classement général |                              |             |                            |                 |
| Coureuse | Coureuse                     | Pays        | Équipe                     | Temps           |
| 1re | Rosita Reijnhout             | Pays-Bas    | Team Visma \| Lease a Bike | 3 h 53 min 31 s |
| 2e | Dominika Włodarczyk          | Pologne     | UAE Team ADQ               | + 0 s           |
| 3e | Cecilie Uttrup Ludwig        | Danemark    | FDJ-Suez                   | + 0 s           |
| 4e | Ruth Edwards                 | États-Unis  | Human Powered Health       | + 5 s           |
| 5e | Grace Brown                  | Australie   | FDJ-Suez                   | + 5 s           |
| 6e | Francesca Barale             | Italie      | Team dsm-firmenich PostNL  | + 5 s           |
| 7e | Victorie Guilman             | France      | St Michel-Mavic-Auber 93   | + 5 s           |
| 8e | Sarah Roy                    | Australie   | Australie                  | + 5 s           |
| 9e | Kimberley Le Court de Billot | Maurice     | AG Insurance-Soudal Team   | + 5 s           |
| 10e | Alice Towers                 | Royaume-Uni | Canyon-SRAM Racing         | + 5 s           |

### UCI World Tour

#### Points attribués
| Position           | 1er | 2e  | 3e  | 4e  | 5e  | 6e  | 7e  | 8e  | 9e | 10e | 11e | 12e | 13e | 14e | 15e | 16e à 20e | 21e à 30e | 31e à 40e |
| Classement général | 400 | 320 | 260 | 220 | 180 | 140 | 120 | 100 | 80 | 68  | 56  | 48  | 40  | 32  | 28  | 24        | 16        | 8         |

| Classement par points | Classement par points | Classement par points | Classement par points      | Classement par points |
| Coureuse              | Coureuse              | Pays                  | Équipe                     | Points                |
| --------------------- | --------------------- | --------------------- | -------------------------- | --------------------- |
| 1re                   | Dominika Włodarczyk   | Pologne               | UAE Team ADQ               | 520 pts               |
| 2e                    | Sarah Gigante         | Australie             | AG Insurance-Soudal Team   | 514 pts               |
| 3e                    | Rosita Reijnhout      | Pays-Bas              | Team Visma \| Lease a Bike | 448 pts               |
| 4e                    | Cecilie Uttrup Ludwig | Danemark              | FDJ-Suez                   | 408 pts               |
| 5e                    | Nienke Vinke          | Pays-Bas              | Team dsm-firmenich PostNL  | 376 pts               |
| 6e                    | Neve Bradbury         | Australie             | Canyon-SRAM Racing         | 318 pts               |
| 7e                    | Victorie Guilman      | France                | St Michel-Mavic-Auber 93   | 278 pts               |
| 8e                    | Amanda Spratt         | Australie             | Lidl-Trek                  | 266 pts               |
| 9e                    | Ruth Edwards          | États-Unis            | Human Powered Health       | 254 pts               |
| 10e                   | Francesca Barale      | Italie                | Team dsm-firmenich PostNL  | 239 pts               |

| Classement par points | Classement par points | Classement par points | Classement par points      | Classement par points |
| Coureuse              | Coureuse              | Pays                  | Équipe                     | Points                |
| --------------------- | --------------------- | --------------------- | -------------------------- | --------------------- |
| 1re                   | Dominika Włodarczyk   | Pologne               | UAE Team ADQ               | 520 pts               |
| 2e                    | Sarah Gigante         | Australie             | AG Insurance-Soudal Team   | 514 pts               |
| 3e                    | Rosita Reijnhout      | Pays-Bas              | Team Visma \| Lease a Bike | 448 pts               |
| 4e                    | Cecilie Uttrup Ludwig | Danemark              | FDJ-Suez                   | 408 pts               |
| 5e                    | Nienke Vinke          | Pays-Bas              | Team dsm-firmenich PostNL  | 376 pts               |
| 6e                    | Neve Bradbury         | Australie             | Canyon-SRAM Racing         | 318 pts               |
| 7e                    | Victorie Guilman      | France                | St Michel-Mavic-Auber 93   | 278 pts               |
| 8e                    | Amanda Spratt         | Australie             | Lidl-Trek                  | 266 pts               |
| 9e                    | Ruth Edwards          | États-Unis            | Human Powered Health       | 254 pts               |
| 10e                   | Francesca Barale      | Italie                | Team dsm-firmenich PostNL  | 239 pts               |

| Classement du meilleur jeune | Classement du meilleur jeune | Classement du meilleur jeune | Classement du meilleur jeune | Classement du meilleur jeune |
| Coureuse                     | Coureuse                     | Pays                         | Équipe                       | Points                       |
| ---------------------------- | ---------------------------- | ---------------------------- | ---------------------------- | ---------------------------- |
| 1re                          | Rosita Reijnhout             | Pays-Bas                     | Team Visma \| Lease a Bike   | 6 pts                        |
| 2e                           | Nienke Vinke                 | Pays-Bas                     | Team dsm-firmenich PostNL    | 6 pts                        |
| 3e                           | Francesca Barale             | Italie                       | Team dsm-firmenich PostNL    | 4 pts                        |

| Classement du meilleur jeune | Classement du meilleur jeune | Classement du meilleur jeune | Classement du meilleur jeune | Classement du meilleur jeune |
| Coureuse                     | Coureuse                     | Pays                         | Équipe                       | Points                       |
| ---------------------------- | ---------------------------- | ---------------------------- | ---------------------------- | ---------------------------- |
| 1re                          | Rosita Reijnhout             | Pays-Bas                     | Team Visma \| Lease a Bike   | 6 pts                        |
| 2e                           | Nienke Vinke                 | Pays-Bas                     | Team dsm-firmenich PostNL    | 6 pts                        |
| 3e                           | Francesca Barale             | Italie                       | Team dsm-firmenich PostNL    | 4 pts                        |

| Classement par équipes aux points | Classement par équipes aux points | Classement par équipes aux points | Classement par équipes aux points |
| Équipe                            | Équipe                            | Pays                              | Points                            |
| --------------------------------- | --------------------------------- | --------------------------------- | --------------------------------- |
| 1re                               | AG Insurance-Soudal Team          | Belgique                          | 782 pts                           |
| 2e                                | FDJ-Suez                          | France                            | 664 pts                           |
| 3e                                | Team DSM-Firmenich PostNL         | Pays-Bas                          | 663 pts                           |
| 4e                                | UAE Team ADQ                      | Émirats arabes unis               | 652 pts                           |
| 5e                                | Team Visma \| Lease a Bike        | Pays-Bas                          | 546 pts                           |
| 6e                                | Canyon-SRAM Racing                | Allemagne                         | 506 pts                           |
| 7e                                | St Michel-Mavic-Auber93           | France                            | 369 pts                           |
| 8e                                | Liv AlUla Jayco                   | Australie                         | 335 pts                           |
| 9e                                | Lidl-Trek                         | États-Unis                        | 306 pts                           |
| 10e                               | Human Powered Health              | États-Unis                        | 270 pts                           |

| Classement par équipes aux points | Classement par équipes aux points | Classement par équipes aux points | Classement par équipes aux points |
| Équipe                            | Équipe                            | Pays                              | Points                            |
| --------------------------------- | --------------------------------- | --------------------------------- | --------------------------------- |
| 1re                               | AG Insurance-Soudal Team          | Belgique                          | 782 pts                           |
| 2e                                | FDJ-Suez                          | France                            | 664 pts                           |
| 3e                                | Team DSM-Firmenich PostNL         | Pays-Bas                          | 663 pts                           |
| 4e                                | UAE Team ADQ                      | Émirats arabes unis               | 652 pts                           |
| 5e                                | Team Visma \| Lease a Bike        | Pays-Bas                          | 546 pts                           |
| 6e                                | Canyon-SRAM Racing                | Allemagne                         | 506 pts                           |
| 7e                                | St Michel-Mavic-Auber93           | France                            | 369 pts                           |
| 8e                                | Liv AlUla Jayco                   | Australie                         | 335 pts                           |
| 9e                                | Lidl-Trek                         | États-Unis                        | 306 pts                           |
| 10e                               | Human Powered Health              | États-Unis                        | 270 pts                           |

## Liste des participantes
| Légende | Légende                                                                         | Légende | Légende                                                    |
| ------- | ------------------------------------------------------------------------------- | ------- | ---------------------------------------------------------- |
| Num     | Dossard de départ porté par le coureur sur ce Cadel Evans Great Ocean Road Race | Pos     | Position à l'arrivée de la course                          |
|         | Indique un maillot de champion national ou mondial, suivi de sa spécialité      | NP      | Indique un coureur qui n'a pas pris le départ de la course |
| AB      | Indique un coureur qui n'a pas terminé la course                                | HD      | Indique un coureur qui a terminé la course hors des délais |

| AG Insurance-Soudal Team AGS | AG Insurance-Soudal Team AGS       | AG Insurance-Soudal Team AGS |
| ---------------------------- | ---------------------------------- | ---------------------------- |
| Num                          | Coureuse                           | Pos                          |
| 1                            | Sarah Gigante (AUS)                | 11e                          |
| 2                            | Kimberley Le Court de Billot (MRI) | 9e                           |
| 3                            | Anya Louw (AUS)                    | 30e                          |
| 4                            | Gaia Masetti (ITA)                 | 64e                          |
| 5                            | Julie Van de Velde (BEL)           | 69e                          |
| 6                            | Ally Wollaston (NZL) (route)       | 63e                          |

| Canyon-SRAM Racing CSR | Canyon-SRAM Racing CSR | Canyon-SRAM Racing CSR |
| ---------------------- | ---------------------- | ---------------------- |
| Num                    | Coureuse               | Pos                    |
| 11                     | Neve Bradbury (AUS)    | 15e                    |
| 12                     | Tiffany Cromwell (AUS) | 28e                    |
| 14                     | Alex Morrice (GBR)     | 58e                    |
| 16                     | Alice Towers (GBR)     | 10e                    |

| FDJ-Suez FST | FDJ-Suez FST                | FDJ-Suez FST |
| ------------ | --------------------------- | ------------ |
| Num          | Coureuse                    | Pos          |
| 21           | Grace Brown (AUS)           | 5e           |
| 22           | Nina Buysman (NED)          | 19e          |
| 23           | Coralie Demay (FRA)         | 82e          |
| 24           | Cecilie Uttrup Ludwig (DEN) | 3e           |
| 25           | Évita Muzic (FRA)           | 21e          |
| 26           | Gladys Verhulst (FRA)       | 81e          |

| Human Powered Health HPH | Human Powered Health HPH      | Human Powered Health HPH |
| ------------------------ | ----------------------------- | ------------------------ |
| Num                      | Coureuse                      | Pos                      |
| 31                       | Audrey Cordon-Ragot (FRA)     | 72e                      |
| 32                       | Henrietta Christie (NZL)      | 71e                      |
| 33                       | Kristabel Doebel-Hickok (USA) | 54e                      |
| 34                       | Ruth Edwards (USA)            | 4e                       |
| 35                       | Katia Ragusa (ITA)            | 39e                      |
| 36                       | Lily Williams (USA)           | 62e                      |

| Lidl-Trek LTK | Lidl-Trek LTK           | Lidl-Trek LTK |
| ------------- | ----------------------- | ------------- |
| Num           | Coureuse                | Pos           |
| 41            | Elynor Bäckstedt (GBR)  | 46e           |
| 42            | Brodie Chapman (AUS)    | 23e           |
| 43            | Lauretta Hanson (AUS)   | AB            |
| 44            | Ilaria Sanguineti (ITA) | 18e           |
| 45            | Amanda Spratt (AUS)     | NP            |

| Liv AlUla Jayco LAJ | Liv AlUla Jayco LAJ               | Liv AlUla Jayco LAJ |
| ------------------- | --------------------------------- | ------------------- |
| Num                 | Coureuse                          | Pos                 |
| 51                  | Alexandra Manly (AUS)             | 26e                 |
| 52                  | Amber Pate (AUS)                  | 17e                 |
| 53                  | Ella Wyllie (NZL)                 | 12e                 |
| 54                  | Georgia Baker (AUS)               | 70e                 |
| 55                  | Georgie Howe (AUS)                | 55e                 |
| 56                  | Ruby Roseman-Gannon (AUS) (route) | 44e                 |

| Team dsm-firmenich PostNL DFP | Team dsm-firmenich PostNL DFP | Team dsm-firmenich PostNL DFP |
| ----------------------------- | ----------------------------- | ----------------------------- |
| Num                           | Coureuse                      | Pos                           |
| 61                            | Francesca Barale (ITA)        | 6e                            |
| 62                            | Eleonora Ciabocco (ITA)       | 14e                           |
| 63                            | Franziska Koch (GER)          | 48e                           |
| 64                            | Maeve Plouffe (AUS)           | AB                            |
| 65                            | Abi Smith (GBR)               | 50e                           |
| 66                            | Nienke Vinke (NED)            | 22e                           |

| Team Visma \| Lease a Bike TVL | Team Visma \| Lease a Bike TVL | Team Visma \| Lease a Bike TVL |
| ------------------------------ | ------------------------------ | ------------------------------ |
| Num                            | Coureuse                       | Pos                            |
| 71                             | Linda Riedmann (GER)           | 75e                            |
| 72                             | Maud Oudeman (NED)             | 37e                            |
| 73                             | Lieke Nooijen (NED)            | 24e                            |
| 74                             | Rosita Reijnhout (NED)         | 1re                            |
| 75                             | Mijntje Geurts (NED)           | 65e                            |
| 76                             | Nienke Veenhoven (NED)         | 73e                            |

| UAE Team ADQ UAD | UAE Team ADQ UAD                  | UAE Team ADQ UAD |
| ---------------- | --------------------------------- | ---------------- |
| Num              | Coureuse                          | Pos              |
| 81               | Sofia Bertizzolo (ITA)            | 16e              |
| 82               | Eugenia Bujak (SLO)               | 74e              |
| 83               | Mikayla Harvey (NZL)              | 68e              |
| 84               | Safia Al Sayegh (UAE) (route)     | 83e              |
| 85               | Anastasia Carbonari (LAT) (route) | 84e              |
| 86               | Dominika Włodarczyk (POL)         | 2e               |

| Lifeplus Wahoo LPW | Lifeplus Wahoo LPW     | Lifeplus Wahoo LPW |
| ------------------ | ---------------------- | ------------------ |
| Num                | Coureuse               | Pos                |
| 91                 | Kate Richardson (GBR)  | 27e                |
| 92                 | Kaja Rysz (POL)        | 25e                |
| 93                 | Karin Söderqvist (SWE) | 61e                |
| 94                 | Alicia González (ESP)  | 31e                |
| 95                 | Heidi Franz (USA)      | 42e                |
| 96                 | Kristýna Burlová (CZE) | 66e                |

| St Michel-Mavic-Auber 93 AUB | St Michel-Mavic-Auber 93 AUB | St Michel-Mavic-Auber 93 AUB |
| ---------------------------- | ---------------------------- | ---------------------------- |
| Num                          | Coureuse                     | Pos                          |
| 101                          | Alison Avoine (FRA)          | 57e                          |
| 102                          | Marion Bunel (FRA)           | 13e                          |
| 103                          | Roxane Fournier (FRA)        | 47e                          |
| 104                          | Victorie Guilman (FRA)       | 7e                           |
| 105                          | Dilyxine Miermont (FRA)      | 33e                          |
| 106                          | Elyne Roussel (FRA)          | 53e                          |

| Team Coop-Repsol HPU | Team Coop-Repsol HPU    | Team Coop-Repsol HPU |
| -------------------- | ----------------------- | -------------------- |
| Num                  | Coureuse                | Pos                  |
| 111                  | Camilla Rånes Bye (NOR) | 56e                  |
| 112                  | Stine Dale (NOR)        | 59e                  |
| 113                  | India Grangier (FRA)    | 34e                  |
| 114                  | Stina Kagevi (SWE)      | 41e                  |
| 115                  | Mari Hole Mohr (NOR)    | 51e                  |

| Tashkent City Women Professional Cycling Team TCW | Tashkent City Women Professional Cycling Team TCW | Tashkent City Women Professional Cycling Team TCW |
| ------------------------------------------------- | ------------------------------------------------- | ------------------------------------------------- |
| Num                                               | Coureuse                                          | Pos                                               |
| 121                                               | Olga Zabelinskaïa (UZB)                           | 32e                                               |
| 122                                               | Margarita Misyurina (UZB)                         | 60e                                               |
| 123                                               | Nafosat Kozieva (UZB)                             | 77e                                               |
| 124                                               | Sofia Karimova (UZB)                              | 76e                                               |
| 125                                               | Madina Kakhkhorova (UZB)                          | 45e                                               |
| 126                                               | Yanina Kuskova (UZB)                              | 20e                                               |

| Ara-Skip Capital ARA | Ara-Skip Capital ARA         | Ara-Skip Capital ARA |
| -------------------- | ---------------------------- | -------------------- |
| Num                  | Coureuse                     | Pos                  |
| 131                  | Alli Anderson (AUS)          | 79e                  |
| 132                  | Ella Simpson (AUS)           | 29e                  |
| 133                  | Sophie Edwards (AUS) (route) | 38e                  |
| 134                  | Keira Will (AUS)             | 67e                  |
| 135                  | Sophie Marr (AUS)            | 52e                  |
| 136                  | Lucie Fityus (AUS)           | 80e                  |

| Team BridgeLane TBL | Team BridgeLane TBL     | Team BridgeLane TBL |
| ------------------- | ----------------------- | ------------------- |
| Num                 | Coureuse                | Pos                 |
| 141                 | Haylee Fuller (AUS)     | 43e                 |
| 142                 | Katelyn Nicholson (AUS) | 49e                 |
| 143                 | Matilda Raynolds (AUS)  | 35e                 |
| 144                 | Talia Appleton (AUS)    | 40e                 |
| 145                 | Gina Ricardo (AUS)      | 78e                 |
| 146                 | Lillee Pollock (AUS)    | 85e                 |

| Australie AUS | Australie AUS     | Australie AUS |
| ------------- | ----------------- | ------------- |
| Num           | Coureuse          | Pos           |
| 151           | Sarah Roy         | 8e            |
| 152           | Josie Talbot      | AB            |
| 153           | Emily Watts       | 36e           |
| 154           | Darcie Richards   | AB            |
| 155           | Mia Hayden        | AB            |
| 156           | Stephanie Hibburt | AB            |

| AG Insurance-Soudal Team AGS | AG Insurance-Soudal Team AGS       | AG Insurance-Soudal Team AGS |
| ---------------------------- | ---------------------------------- | ---------------------------- |
| Num                          | Coureuse                           | Pos                          |
| 1                            | Sarah Gigante (AUS)                | 11e                          |
| 2                            | Kimberley Le Court de Billot (MRI) | 9e                           |
| 3                            | Anya Louw (AUS)                    | 30e                          |
| 4                            | Gaia Masetti (ITA)                 | 64e                          |
| 5                            | Julie Van de Velde (BEL)           | 69e                          |
| 6                            | Ally Wollaston (NZL) (route)       | 63e                          |

| Canyon-SRAM Racing CSR | Canyon-SRAM Racing CSR | Canyon-SRAM Racing CSR |
| ---------------------- | ---------------------- | ---------------------- |
| Num                    | Coureuse               | Pos                    |
| 11                     | Neve Bradbury (AUS)    | 15e                    |
| 12                     | Tiffany Cromwell (AUS) | 28e                    |
| 14                     | Alex Morrice (GBR)     | 58e                    |
| 16                     | Alice Towers (GBR)     | 10e                    |

| FDJ-Suez FST | FDJ-Suez FST                | FDJ-Suez FST |
| ------------ | --------------------------- | ------------ |
| Num          | Coureuse                    | Pos          |
| 21           | Grace Brown (AUS)           | 5e           |
| 22           | Nina Buysman (NED)          | 19e          |
| 23           | Coralie Demay (FRA)         | 82e          |
| 24           | Cecilie Uttrup Ludwig (DEN) | 3e           |
| 25           | Évita Muzic (FRA)           | 21e          |
| 26           | Gladys Verhulst (FRA)       | 81e          |

| Human Powered Health HPH | Human Powered Health HPH      | Human Powered Health HPH |
| ------------------------ | ----------------------------- | ------------------------ |
| Num                      | Coureuse                      | Pos                      |
| 31                       | Audrey Cordon-Ragot (FRA)     | 72e                      |
| 32                       | Henrietta Christie (NZL)      | 71e                      |
| 33                       | Kristabel Doebel-Hickok (USA) | 54e                      |
| 34                       | Ruth Edwards (USA)            | 4e                       |
| 35                       | Katia Ragusa (ITA)            | 39e                      |
| 36                       | Lily Williams (USA)           | 62e                      |

| Lidl-Trek LTK | Lidl-Trek LTK           | Lidl-Trek LTK |
| ------------- | ----------------------- | ------------- |
| Num           | Coureuse                | Pos           |
| 41            | Elynor Bäckstedt (GBR)  | 46e           |
| 42            | Brodie Chapman (AUS)    | 23e           |
| 43            | Lauretta Hanson (AUS)   | AB            |
| 44            | Ilaria Sanguineti (ITA) | 18e           |
| 45            | Amanda Spratt (AUS)     | NP            |

| Liv AlUla Jayco LAJ | Liv AlUla Jayco LAJ               | Liv AlUla Jayco LAJ |
| ------------------- | --------------------------------- | ------------------- |
| Num                 | Coureuse                          | Pos                 |
| 51                  | Alexandra Manly (AUS)             | 26e                 |
| 52                  | Amber Pate (AUS)                  | 17e                 |
| 53                  | Ella Wyllie (NZL)                 | 12e                 |
| 54                  | Georgia Baker (AUS)               | 70e                 |
| 55                  | Georgie Howe (AUS)                | 55e                 |
| 56                  | Ruby Roseman-Gannon (AUS) (route) | 44e                 |

| Team dsm-firmenich PostNL DFP | Team dsm-firmenich PostNL DFP | Team dsm-firmenich PostNL DFP |
| ----------------------------- | ----------------------------- | ----------------------------- |
| Num                           | Coureuse                      | Pos                           |
| 61                            | Francesca Barale (ITA)        | 6e                            |
| 62                            | Eleonora Ciabocco (ITA)       | 14e                           |
| 63                            | Franziska Koch (GER)          | 48e                           |
| 64                            | Maeve Plouffe (AUS)           | AB                            |
| 65                            | Abi Smith (GBR)               | 50e                           |
| 66                            | Nienke Vinke (NED)            | 22e                           |

| Team Visma \| Lease a Bike TVL | Team Visma \| Lease a Bike TVL | Team Visma \| Lease a Bike TVL |
| ------------------------------ | ------------------------------ | ------------------------------ |
| Num                            | Coureuse                       | Pos                            |
| 71                             | Linda Riedmann (GER)           | 75e                            |
| 72                             | Maud Oudeman (NED)             | 37e                            |
| 73                             | Lieke Nooijen (NED)            | 24e                            |
| 74                             | Rosita Reijnhout (NED)         | 1re                            |
| 75                             | Mijntje Geurts (NED)           | 65e                            |
| 76                             | Nienke Veenhoven (NED)         | 73e                            |

| UAE Team ADQ UAD | UAE Team ADQ UAD                  | UAE Team ADQ UAD |
| ---------------- | --------------------------------- | ---------------- |
| Num              | Coureuse                          | Pos              |
| 81               | Sofia Bertizzolo (ITA)            | 16e              |
| 82               | Eugenia Bujak (SLO)               | 74e              |
| 83               | Mikayla Harvey (NZL)              | 68e              |
| 84               | Safia Al Sayegh (UAE) (route)     | 83e              |
| 85               | Anastasia Carbonari (LAT) (route) | 84e              |
| 86               | Dominika Włodarczyk (POL)         | 2e               |

| Lifeplus Wahoo LPW | Lifeplus Wahoo LPW     | Lifeplus Wahoo LPW |
| ------------------ | ---------------------- | ------------------ |
| Num                | Coureuse               | Pos                |
| 91                 | Kate Richardson (GBR)  | 27e                |
| 92                 | Kaja Rysz (POL)        | 25e                |
| 93                 | Karin Söderqvist (SWE) | 61e                |
| 94                 | Alicia González (ESP)  | 31e                |
| 95                 | Heidi Franz (USA)      | 42e                |
| 96                 | Kristýna Burlová (CZE) | 66e                |

| St Michel-Mavic-Auber 93 AUB | St Michel-Mavic-Auber 93 AUB | St Michel-Mavic-Auber 93 AUB |
| ---------------------------- | ---------------------------- | ---------------------------- |
| Num                          | Coureuse                     | Pos                          |
| 101                          | Alison Avoine (FRA)          | 57e                          |
| 102                          | Marion Bunel (FRA)           | 13e                          |
| 103                          | Roxane Fournier (FRA)        | 47e                          |
| 104                          | Victorie Guilman (FRA)       | 7e                           |
| 105                          | Dilyxine Miermont (FRA)      | 33e                          |
| 106                          | Elyne Roussel (FRA)          | 53e                          |

| Team Coop-Repsol HPU | Team Coop-Repsol HPU    | Team Coop-Repsol HPU |
| -------------------- | ----------------------- | -------------------- |
| Num                  | Coureuse                | Pos                  |
| 111                  | Camilla Rånes Bye (NOR) | 56e                  |
| 112                  | Stine Dale (NOR)        | 59e                  |
| 113                  | India Grangier (FRA)    | 34e                  |
| 114                  | Stina Kagevi (SWE)      | 41e                  |
| 115                  | Mari Hole Mohr (NOR)    | 51e                  |

| Tashkent City Women Professional Cycling Team TCW | Tashkent City Women Professional Cycling Team TCW | Tashkent City Women Professional Cycling Team TCW |
| ------------------------------------------------- | ------------------------------------------------- | ------------------------------------------------- |
| Num                                               | Coureuse                                          | Pos                                               |
| 121                                               | Olga Zabelinskaïa (UZB)                           | 32e                                               |
| 122                                               | Margarita Misyurina (UZB)                         | 60e                                               |
| 123                                               | Nafosat Kozieva (UZB)                             | 77e                                               |
| 124                                               | Sofia Karimova (UZB)                              | 76e                                               |
| 125                                               | Madina Kakhkhorova (UZB)                          | 45e                                               |
| 126                                               | Yanina Kuskova (UZB)                              | 20e                                               |

| Ara-Skip Capital ARA | Ara-Skip Capital ARA         | Ara-Skip Capital ARA |
| -------------------- | ---------------------------- | -------------------- |
| Num                  | Coureuse                     | Pos                  |
| 131                  | Alli Anderson (AUS)          | 79e                  |
| 132                  | Ella Simpson (AUS)           | 29e                  |
| 133                  | Sophie Edwards (AUS) (route) | 38e                  |
| 134                  | Keira Will (AUS)             | 67e                  |
| 135                  | Sophie Marr (AUS)            | 52e                  |
| 136                  | Lucie Fityus (AUS)           | 80e                  |

| Team BridgeLane TBL | Team BridgeLane TBL     | Team BridgeLane TBL |
| ------------------- | ----------------------- | ------------------- |
| Num                 | Coureuse                | Pos                 |
| 141                 | Haylee Fuller (AUS)     | 43e                 |
| 142                 | Katelyn Nicholson (AUS) | 49e                 |
| 143                 | Matilda Raynolds (AUS)  | 35e                 |
| 144                 | Talia Appleton (AUS)    | 40e                 |
| 145                 | Gina Ricardo (AUS)      | 78e                 |
| 146                 | Lillee Pollock (AUS)    | 85e                 |

| Australie AUS | Australie AUS     | Australie AUS |
| ------------- | ----------------- | ------------- |
| Num           | Coureuse          | Pos           |
| 151           | Sarah Roy         | 8e            |
| 152           | Josie Talbot      | AB            |
| 153           | Emily Watts       | 36e           |
| 154           | Darcie Richards   | AB            |
| 155           | Mia Hayden        | AB            |
| 156           | Stephanie Hibburt | AB            |